# Pont des Ardennes
Le pont des Ardennes est un pont franchissant la Meuse situé à Namur (architecte : Roger Bastin).
À l'époque de sa mise en service, le pont était le plus grand de Belgique.

## Le projet
Alors que la voiture s'impose après la Seconde Guerre mondiale, la Nationale 4 présente un goulot d'étranglement au niveau du passage de la Meuse à Namur : le vieux pont de Jambes n'offre que deux voies de circulation, et impose la traversée successive du cœur de Jambes et de Namur, dont le très étriqué Grognon, le quartier de la confluence de la Meuse et de la Sambre. Aussi, déjà avant la guerre, les autorités locales sollicitaient-elles la construction d'un nouveau pont pour enjamber le fleuve et contourner par l'ouest les cœurs de villes.
L'administration belge des Ponts et Chaussées conçoit donc un projet de pont bi-poutre (de type caissons) formant une seule arche, sans structure supérieure mais laissant suffisamment de tirant d'air à la navigation fluviale. Le concept a été validé sur plusieurs ponts rhénans, notamment le pont Kennedy de Bonn. L'absence de pile au milieu du fleuve viendrait de la proximité du Grognon et du virage que doivent négocier les bateaux pour entrer ou sortir de l'étroite Sambre. Devoir éviter une pilastre par grandes eaux aurait été trop risqué. 
Côté Namur, il prolonge la rue Jean-Baptiste Brabant et s'ouvre sur les boulevards du bord de Meuse dont les constructions voisines seront rasées afin d'aménager des rampes pour rejoindre ce pont haut perché. Côté Jambes, il aboutit dans les plaines maraîchères, traversées par les rues Van Opré et d'Enhaive, parallèles au fleuve et très peu bâties, et la rue de la Croix-Rouge, qui est presque dans son axe. On prévoit d'aménager un grand rond-point au pied de sa rampe et où devrait aboutir un grand boulevard, préfigurant l'autoroute urbaine qu'il est devenu aujourd'hui, se dirigeant vers Andenne et Liège. Sur celui-ci, on prévoit d'embrancher ultérieurement un tracé alternatif pour la nationale 4, profitant du vallon creusé par le ruisseau du "trou perdu" pour quitter la vallée de la Meuse et rejoindre le plateau d'Erpent en contournant Jambes.
Les Ateliers de construction de Jambes (Anciens Établissements Théophile Finet) sont commissionnés pour la réalisation du pont. Par la portée de son arche. Il s'agit d'une première pour l'ingénierie belge. Bien qu'à l'époque, des techniques de soudage soient déjà répandues (notamment pour les constructions navales), c'est le rivetage qui est retenu car mieux maîtrisé. C'est notamment sur ce principe que fut conçu quelques années plus tôt le pont Kennedy de Bonn et son arche de 195 m. L'industrie sidérurgique n'ayant pas la capacité de fournir de très longues sections à l'époque, l'assemblage se fera à grand renfort de rivets (plus de 400.000 en tout).

## La construction
Le déroulement du chantier suit également une approche classique pour l'époque : après avoir posé les fondations de la culée côté Namur, des éléments préassemblés en atelier seront progressivement ajoutés au départ de celles-ci pour former une première demi-arche, stabilisée par un contrepoids de 24m de long à l'arrière du pivot de culée. Pendant ce temps, les fondations de la seconde culée seront réalisées, puis l'assemblage des éléments métalliques pourra se poursuivre à partir de celle-ci, jusqu'aux ultimes caissons de jonction dont les dimensions seront ajustées sur la base d'un dernier mesurage sur site. À cette époque en effet, il n'était pas encore question de conception assistée par ordinateur. La grande majorité des calculs ont été faits à la règle à calcul (les opérations nécessitant le plus de précision sont réalisées à l'aide d'une unique machine à calculer électrique, assez lente à l'époque) et les assemblages ont été dessinés et reproduits à la table à dessin.
La taille des tronçons préassemblés tient également compte des contraintes de gabarit liées au trajet qui sépare l'atelier du site du pont. Ainsi, si le pont fait 18m de largeur (12m sans les trottoirs en encorbellement), il n'est pas possible de déplacer des éléments préfabriqués d'une telle largeur à travers la ville. Un assemblage complémentaire a donc lieu sur les berges, mais de nombreux rivets sont encore posés directement au dessus du fleuve par des dizaines de poseurs-riveteurs. Une grue à vapeur sur barge assurait le positionnement des tronçons successifs (jusqu'à 40 tonnes par pièce)
Bien que les mesures de sécurité soient rudimentaires (seul un canotier se tenait en permanence sous la tête de pont pour repêcher au besoin ceux qui seraient tombés de l'ouvrage), aucun accident ne survint durant la construction. La construction des fondations fut rendue pénible par l'exiguïté du site côté Namur et les inondations régulières du chantier, le long d'une Meuse dont le niveau n'était pas encore régulé par les barrages-écluses performants qui l'équipent aujourd'hui.
Après un test réalisé au moyen de 24 chars "Patton" de l'armée belge (soit 1000 tonnes de charge), l'ouvrage sera inauguré en juin 1954 par le prince Albert.